# 골묘귀
골묘귀는 신비아파트에 등장한 다섯번째 악귀다.
종류는 악귀.
성별은 남성
승점은 1승 0무 2패

## 소울파이터즈
골묘귀는 구두리,김현우,김청하,귀도현,사라,리온,무면귀,인큐버스,웬디고,가면귀,식원귀와 함께 4탄으로 등장한다.

## 포켓몬
포켓몬 진화는 탕구리진화하면 텅구리로, 텅구리가 진화하면 골묘귀로 진화한다.